# Mychajlo Moedryk
Mychajlo Petrovytsj Moedryk (Krasnohrad, 5 januari 2001) is een Oekraïens voetballer die sinds januari 2023 uitkomt voor Chelsea FC.

## Clubcarrière

### Sjachtar Donetsk
Moedryk genoot zijn jeugdopleiding bij Metalist Charkov, FK Dnipro en Sjachtar Donetsk. Bij laatstgenoemde club maakte hij op 31 oktober 2018 zijn officiële debuut in het eerste elftal: in de bekerwedstrijd tegen Olimpik Donetsk liet trainer Paulo Fonseca hem in de 69e minuut invallen voor Júnior Moraes. 
Op 1 maart 2019 leende Sjachtar Donetsk hem uit aan Arsenal Kiev, waar hij tien wedstrijden in de Premjer Liha speelde. Na afloop van zijn uitleenbeurt speelde hij in het seizoen 2019/20 mee in de drie laatste competitiewedstrijden van het seizoen van Sjachtar Donetsk, toen de club zich al had verzekerd van zijn dertiende landstitel.
In de zomer van 2020 leende Sjachtar Donetsk hem uit aan Desna Tsjernihiv. Daar kwam hij in een half seizoen tijd aan tien competitiewedstrijden en een bekerwedstrijd. In januari 2021 keerde hij terug naar moederclub Sjachtar Donetsk, waar hij in het seizoen 2020/21 nog drie keer mocht invallen in de competitie. Pas in het seizoen 2021/22 kwam hij geregeld aan spelen toe. Op 25 augustus 2021 leverde hij een belangrijke assist af: in de terugwedstrijd van de Champions League-playoffs tegen AS Monaco leverde hij in de verlengingen de assist voor de 2-2 af, waarna de Oekraïense club zich plaatste voor de groepsfase.
In het seizoen 2022/23 brak hij helemaal door bij Sjachtar Donetsk. Bij de jaarwisseling had hij al tien goals en acht assists achter zijn naam staan. Drie van die goals scoorde hij in de Champions League. In de twee groepswedstrijden tegen Celtic FC, die allebei op een 1-1-gelijkspel eindigden, wiste Moedryk telkens de Schotse openingsgoal uit. De Oekraïner had hierdoor een belangrijk aandeel in de derde plaats van Sjachtar Donetsk in de groep (en bijbehorende kwalificatie voor de Europa League, want de kloof tussen nummer drie Sjachtar Donetsk en hekkensluiter Celtic bedroeg uiteindelijk vier punten.

### Chelsea FC
In januari 2023 maakte Moedryk de overstap van Sjachtar Donetsk naar Chelsea FC. De Engelse club betaalde 70 miljoen euro voor hem, een bedrag dat met bonussen kan oplopen tot 100 miljoen euro. 
Mudryks debuut was op 21 januari, toen Chelsea met 0-0 gelijk speelde bij Liverpool in een competitiewedstrijd.  Zijn eerste basisplaats was tegen Fulham in een 0-0 gelijkspel op 4 februari.  Op 2 oktober scoorde Mudryk zijn eerste competitiedoelpunt voor Chelsea in zijn 24e optreden, waarmee hij de score opende in een 2-0 Premier League-overwinning tegen Fulham.  Op 21 oktober scoorde hij zijn eerste doelpunt op Stamford Bridge met een afstandsschot in een 2-2 gelijkspel tegen Arsenal. Tijdens een EFL Cup- wedstrijd tegen Newcastle United op 19 december 2023 scoorde Mudryk de gelijkmaker in de blessuretijd om zijn team aan een 1-1 gelijkspel te helpen, dat Chelsea uiteindelijk via strafschoppen zou winnen. 
Op 17 december 2024 werd gemeld dat de FIFA Mudryk voorlopig had geschorst nadat hij positief had getest op doping.

## Interlandcarrière
Moedryk maakte op 1 juni 2022 zijn interlanddebuut voor Oekraïne: in de WK-kwalificatiewedstrijd tegen Schotland (1-3-winst) liet bondscoach Oleksandr Petrakov hem in de 72e minuut invallen voor Viktor Tsyhankov. Ook in de finale van de play-offs, ditmaal tegen Wales mocht Moedryk invallen. Oekraïne verloor deze wedstrijd met 1–0, waardoor het land zich uiteindelijk niet plaatste voor het WK 2022. Moedryk werd in mei 2024 door bondscoach Serhij Rebrov opgenomen in de Oekraïense selectie voor het EK 2024 in Duitsland. Oekraïne werd in de groepsfase uitgeschakeld na een nederlaag tegen Roemenië (3–0), een overwinning tegen Slowakije (1–2) en een gelijkspel tegen België (0–0). Moedryk kwam in actie tegen Roemenië en Slowakije.
1 Sánchez ·
2 Disasi ·
3 Cucurella ·
4 Adarabioyo ·
5 Badiashile ·
6 Colwill ·
7 Neto ·
8 Fernández ·
10 Moedryk ·
11 Madueke ·
12 Jörgensen ·
13 Bettinelli ·
14 Félix ·
15 Jackson ·
17 Chukwuemeka ·
18 Nkunku ·
19 Sancho ·
20 Palmer ·
21 Chilwell ·
22 Dewsbury-Hall ·
24 James  ·
25 Caicedo ·
27 Gusto ·
29 W. Fofana ·
31 Casadei ·
38 Guiu ·
40 Veiga ·
45 Lavia ·
47 Bergström ·
Coach: Maresca
1 Boesjtsjan ·
2 Konoplja ·
3 Svatok ·
4 Talovjerov ·
5 Sydortsjoek ·
6 Stepanenko ·
7 Jarmolenko  ·
8 Malynovskyj ·
9 Jaremtsjoek ·
10 Moedryk ·
11 Dovbyk ·
12 Troebin ·
13 Zabarnyj ·
14 Soedakov ·
15 Tsyhankov ·
16 Mykolenko ·
17 Zintsjenko ·
18 Brazjko ·
19 Sjaparenko ·
20 Zoebkov ·
21 Bondar ·
22 Matvijenko ·
23 Loenin ·
24 Tymtsjyk ·
25 Vanat ·
26 Mychajlytsjenko ·
Coach: Rebrov